# Лувозеро (деревня)
Луво́зеро (Луваярви; фин. Luvajärvi) — упразднённая деревня в Ледмозерском сельском поселении Муезерского района Республики Карелия. Исключена из учётных данных в 2001 году.

## География
Располагалась на берегу одноимённого озера в 67 км к северо-западу от посёлка Ледмозеро и в 15 км к юго-юго-востоку от Костомукши.

## История
Восьмидомная деревня Луваярви, входившая в состав Реболского погоста, впервые упоминается в 1679 году. В начале XX века она относилась к деревне Кимасозеро (Киимасъярви; карел. Kiimaisjärvi, фин. Kiimasjärvi) Ругозерской волости. В 1905 году в селе была школа, 14 домов и 128 жителей. В 1920-е годы был образован сельский совет Лувозеро, входивший в состав Ругозерского района. В 1933 году большинство его населения составляли карелы. В Лувозере проживало 95 жителей. После Второй мировой войны Лувозеро входило в состав Тикши, а затем в Ледмозерский сельский совет. В начале 1990-х деревня была заброшена.